# Saîf-Eddine Khaoui
Saîf-Eddine Khaoui (Lione, 27 aprile 1995) è un calciatore tunisino, centrocampista del Red Star e della nazionale tunisina.

## Caratteristiche tecniche
È un trequartista.

## Carriera

### Club
Cresciuto nelle giovanili del Tours, ha esordito con la prima squadra il 15 febbraio 2014 nel corso del match perso 1-0 contro il Istres.
Nel 2016 è stato ceduto per 1 milione di euro all'Olympique Marsiglia. In seguito è stato ceduto in prestito per la stagione 2017-2018 al Troyes, in seconda serie, poi per la stagione 2018-2019, al Caen in massima serie.
Il 14 agosto 2021 firma per il Clermont Foot.

### Nazionale
Con la nazionale tunisina ha partecipato ai Mondiali del 2018 (anno in cui ha peraltro fatto il suo esordio in nazionale maggiore) ed alla Coppa d'Africa del 2021.

## Statistiche

### Presenze e reti nei club
Statistiche aggiornate al 20 giugno 2023.
| Stagione            | Squadra             | Campionato          | Campionato | Campionato | Coppe nazionali | Coppe nazionali | Coppe nazionali | Coppe continentali | Coppe continentali | Coppe continentali | Altre coppe | Altre coppe | Altre coppe | Totale | Totale |
| Stagione            | Squadra             | Comp                | Pres       | Reti       | Comp            | Pres            | Reti            | Comp               | Pres               | Reti               | Comp        | Pres        | Reti        | Pres   | Reti   |
| ------------------- | ------------------- | ------------------- | ---------- | ---------- | --------------- | --------------- | --------------- | ------------------ | ------------------ | ------------------ | ----------- | ----------- | ----------- | ------ | ------ |
| 2013-2014           | Tours               | L2                  | 10         | 0          | CF+CdL          | 0               | 0               |                    | -                  | -                  | -           | -           | -           | 10     | 0      |
| 2014-2015           | Tours               | L2                  | 2          | 1          | CF+CdL          | 1+0             | 0               |                    | -                  | -                  | -           | -           | -           | 3      | 1      |
| 2015-2016           | Tours               | L2                  | 27         | 3          | CF+CdL          | 1+4             | 0               |                    | -                  | -                  | -           | -           | -           | 32     | 3      |
| Totale Tours        | Totale Tours        | Totale Tours        | 39         | 4          |                 | 6               | 0               |                    | -                  | -                  |             | -           | -           | 45     | 4      |
| 2016-2017           | O. Marsiglia        | L1                  | 9          | 0          | CF+CdL          | 0+1             | 0               |                    | -                  | -                  | -           | -           | -           | 10     | 0      |
| 2017-2018           | Troyes              | L1                  | 32         | 0          | CF+CdL          | 2+1             | 0               |                    | -                  | -                  | -           | -           | -           | 35     | 0      |
| 2018-2019           | Caen                | L1                  | 8          | 1          | CF+CdL          | 0+1             | 1               |                    | -                  | -                  | -           | -           | -           | 9      | 2      |
| 2019-2020           | O. Marsiglia        | L1                  | 7          | 0          | CF+CdL          | 3+1             | 0               |                    | -                  | -                  | -           | -           | -           | 11     | 0      |
| 2020-2021           | O. Marsiglia        | L1                  | 17         | 2          | CF              | 2               | 0               |                    | -                  | -                  | -           | -           | -           | 19     | 2      |
| Totale O. Marsiglia | Totale O. Marsiglia | Totale O. Marsiglia | 33         | 2          |                 | 7               | 0               |                    | -                  | -                  |             | -           | -           | 40     | 2      |
| 2021-2022           | Clermont Foot       | L1                  | 23         | 1          | CF              | 1               | 1               |                    | -                  | -                  |             | -           | -           | 24     | 2      |
| 2022-2023           | Clermont Foot       | L1                  | 34         | 7          | CF              | 0               | 0               |                    | -                  | -                  |             | -           | -           | 34     | 7      |
| Totale Clermont     | Totale Clermont     | Totale Clermont     | 57         | 8          |                 | 1               | 1               |                    | -                  | -                  |             | -           | -           | 58     | 9      |
| Totale carriera     | Totale carriera     | Totale carriera     | 169        | 15         |                 | 18              | 2               |                    | -                  | -                  |             | -           | -           | 187    | 17     |

## Statistiche

### Cronologia presenze e reti in nazionale
| Cronologia completa delle presenze e delle reti in nazionale ― Tunisia | Cronologia completa delle presenze e delle reti in nazionale ― Tunisia | Cronologia completa delle presenze e delle reti in nazionale ― Tunisia | Cronologia completa delle presenze e delle reti in nazionale ― Tunisia | Cronologia completa delle presenze e delle reti in nazionale ― Tunisia | Cronologia completa delle presenze e delle reti in nazionale ― Tunisia | Cronologia completa delle presenze e delle reti in nazionale ― Tunisia | Cronologia completa delle presenze e delle reti in nazionale ― Tunisia |
| Data                                                                   | Città                                                                  | In casa                                                                | Risultato                                                              | Ospiti                                                                 | Competizione                                                           | Reti                                                                   | Note                                                                   |
| ---------------------------------------------------------------------- | ---------------------------------------------------------------------- | ---------------------------------------------------------------------- | ---------------------------------------------------------------------- | ---------------------------------------------------------------------- | ---------------------------------------------------------------------- | ---------------------------------------------------------------------- | ---------------------------------------------------------------------- |
| 23-3-2018                                                              | Tunisi                                                                 | Tunisia                                                                | 1 – 0                                                                  | Iran                                                                   | Amichevole                                                             | -                                                                      | 46’                                                                    |
| 27-3-2018                                                              | Nizza                                                                  | Tunisia                                                                | 1 – 0                                                                  | Costa Rica                                                             | Amichevole                                                             | -                                                                      | 59’                                                                    |
| 28-5-2018                                                              | Braga                                                                  | Portogallo                                                             | 2 – 2                                                                  | Tunisia                                                                | Amichevole                                                             | -                                                                      | 47’                                                                    |
| 1-6-2018                                                               | Carouge                                                                | Tunisia                                                                | 2 – 2                                                                  | Turchia                                                                | Amichevole                                                             | -                                                                      | 22’ 53’                                                                |
| 9-6-2018                                                               | Krasnodar                                                              | Tunisia                                                                | 0 – 1                                                                  | Spagna                                                                 | Amichevole                                                             | -                                                                      | 62’                                                                    |
| 23-6-2018                                                              | Mosca                                                                  | Belgio                                                                 | 5 – 2                                                                  | Tunisia                                                                | Mondiali 2018 - 1º turno                                               | -                                                                      |                                                                        |
| 13-10-2018                                                             | Radès                                                                  | Tunisia                                                                | 1 – 0                                                                  | Niger                                                                  | Qual. Coppa d'Africa 2019                                              | -                                                                      | 46’ 88’                                                                |
| 16-11-2018                                                             | Alessandria d'Egitto                                                   | Egitto                                                                 | 3 – 2                                                                  | Tunisia                                                                | Qual. Coppa d'Africa 2019                                              | -                                                                      | 58’                                                                    |
| 20-11-2018                                                             | Radès                                                                  | Tunisia                                                                | 0 – 1                                                                  | Marocco                                                                | Amichevole                                                             | -                                                                      | 56’                                                                    |
| 22-3-2019                                                              | Radès                                                                  | Tunisia                                                                | 4 – 0                                                                  | eSwatini                                                               | Qual. Coppa d'Africa 2019                                              | -                                                                      | 74’                                                                    |
| 26-3-2019                                                              | Blida                                                                  | Algeria                                                                | 1 – 0                                                                  | Tunisia                                                                | Amichevole                                                             | -                                                                      | 35’ 58’                                                                |
| 10-9-2019                                                              | Rouen                                                                  | Tunisia                                                                | 1 – 2                                                                  | Costa d'Avorio                                                         | Amichevole                                                             | -                                                                      | 51’                                                                    |
| 12-10-2019                                                             | Radès                                                                  | Tunisia                                                                | 0 – 0                                                                  | Camerun                                                                | Amichevole                                                             | -                                                                      | 77’                                                                    |
| 15-11-2019                                                             | Radès                                                                  | Tunisia                                                                | 4 – 1                                                                  | Libia                                                                  | Qual. Coppa d'Africa 2021                                              | 2                                                                      | 74’                                                                    |
| 19-11-2019                                                             | Malabo                                                                 | Guinea Equatoriale                                                     | 0 – 1                                                                  | Tunisia                                                                | Qual. Coppa d'Africa 2021                                              | -                                                                      | 46’                                                                    |
| 9-10-2020                                                              | Tunisi                                                                 | Tunisia                                                                | 3 – 0                                                                  | Sudan                                                                  | Amichevole                                                             | 1                                                                      | 59’                                                                    |
| 13-11-2020                                                             | Radès                                                                  | Tunisia                                                                | 1 – 0                                                                  | Tanzania                                                               | Qual. Coppa d'Africa 2021                                              | -                                                                      | 71’                                                                    |
| 17-11-2020                                                             | Dar-es-Salaam                                                          | Tanzania                                                               | 1 – 1                                                                  | Tunisia                                                                | Qual. Coppa d'Africa 2021                                              | 1                                                                      | 70’                                                                    |
| 25-3-2021                                                              | Benghazi                                                               | Libia                                                                  | 2 – 5                                                                  | Tunisia                                                                | Qual. Coppa d'Africa 2021                                              | -                                                                      | 83’                                                                    |
| 28-3-2021                                                              | Radès                                                                  | Tunisia                                                                | 2 – 1                                                                  | Guinea Equatoriale                                                     | Qual. Coppa d'Africa 2021                                              | -                                                                      | 62’                                                                    |
| 11-6-2021                                                              | Radès                                                                  | Tunisia                                                                | 0 – 2                                                                  | Algeria                                                                | Amichevole                                                             | -                                                                      | 61’                                                                    |
| 3-9-2021                                                               | Radès                                                                  | Tunisia                                                                | 3 – 0                                                                  | Guinea Equatoriale                                                     | Qual. Mondiali 2022                                                    | -                                                                      | 46’                                                                    |
| 13-11-2021                                                             | Malabo                                                                 | Guinea Equatoriale                                                     | 1 – 0                                                                  | Tunisia                                                                | Qual. Mondiali 2022                                                    | -                                                                      | 86’                                                                    |
| 16-11-2021                                                             | Tunisi                                                                 | Tunisia                                                                | 3 – 1                                                                  | Zambia                                                                 | Qual. Mondiali 2022                                                    | -                                                                      | 46’                                                                    |
| 12-1-2022                                                              | Limbe                                                                  | Tunisia                                                                | 0 – 1                                                                  | Mali                                                                   | Coppa d'Africa 2021 - 1º turno                                         | -                                                                      | 46’                                                                    |
| 16-1-2022                                                              | Limbe                                                                  | Tunisia                                                                | 4 – 0                                                                  | Mauritania                                                             | Coppa d'Africa 2021 - 1º turno                                         | -                                                                      | 60’                                                                    |
| 20-1-2022                                                              | Limbe                                                                  | Gambia                                                                 | 1 – 0                                                                  | Tunisia                                                                | Coppa d'Africa 2021 - 1º turno                                         | -                                                                      | 57’                                                                    |
| Totale                                                                 |                                                                        | Presenze                                                               | 27                                                                     |                                                                        | Reti                                                                   | 4                                                                      |                                                                        |